# Marché Ver-o-Peso
Le marché Ver-o-Peso est un marché situé dans la ville de Belém au Brésil dans l'État du Pará et se trouve sur l'Avenue Boulevard Castilho Franca, (Vieille Ville) sur les rives de la baie de Guajará. Lieu touristique et culturel de la ville, il est considéré comme le plus grand marché en plein air d'Amérique latine. Le marché de Ver-o-Peso alimente la ville avec toutes sortes de denrées alimentaires et d'herbes médicinales venant de l'intérieur du Pará, principalement apportées par le fleuve. Il a été candidat pour être l'une des 7 Merveilles du Brésil (pt). Inauguré en 1901, c'est un des plus anciens marchés publics du Brésil.

## Histoire
Au XVIIe siècle, dans une zone formée par l'igarapé de Piri où se trouve aujourd'hui le marché Ver-o-Peso, les Portugais ont établi un point de contrôle et de taxes des denrées apportées au quartier général de la capitainerie (Belém-PA). Ce poste fut nommé "Casa de Haver o Peso" (Maison de Avoir du Poids), et devait également contrôler le poids des produits commercialisés. Au début du XIXe siècle, l'igarapé Piri fut bouché et les docks de Ver-o-Peso furent construits dans son embouchure. 
Bien que la ville ait été secouée par la révolte populaire appelée Cabanagem (1835-1840), la Maison est restée en activité jusqu'à la moitié de l'année 1839. Au mois d'octobre de cette même année, la répartition fut supprimée et la Maison fut louée et destinée à la vente de poisson frais.
En 1847, à la fin du contrat de location, la Maison fut démolie et on commença la construction des Marchés de Poisson et de Viande, ce dernier également connu sous le nom de Marché Municipal ou Marché Bolonha, ayant été construit par l'ingénieur Francisco Bolonha.
Lors du cycle du caoutchouc, entre la fin du XIXe et le début du XXe siècle, Belém eut une grande importance commerciale, surtout sur la scène internationale. Pendant cette période, nous pouvons également remarquer des changements urbains. D'importants bâtiments furent érigés, parmi lesquels le Palais Lauro Sodré, le Theatro da Paz (Théâtre de la paix), le Palais Antônio Lemos et le Marché Ver-o-Peso.
La construction du Marché du Fer, comme était initialement connu le Marché Ver-o-Peso, fut autorisée par la loi municipale no 173 du 30 décembre 1897, et son édification, par le projet de Henrique La Rocque, fut commencée en 1899. Toute la structure en fer du Marché a été apportée d'Europe suivant la tendance française de l'art nouveau de la Belle Époque. Il fut inauguré en 1901.
Le Marché fait partie d'un complexe architectural et paysager comprenant une superficie de 35 000 mètres2, avec un certain nombre de bâtiments historiques, dont le Marché du Fer, le Marché de la Viande, la Place de l'Horloge, les Docks, la Foire de l'Açai, la Ladeira do Castelo et le Solar da Beira et la Place du Pêcheur. L'ensemble fut classée monument historique par l'IPHAN en 1977.